# Жасмин (фильм)
«Жасми́н» (англ. Blue Jasmine, дословно — «Гру́стная Жасми́н») — американская трагикомедия 2013 года режиссёра и сценариста Вуди Аллена. Главную роль исполнила Кейт Бланшетт, второстепенные — Салли Хокинс, Алек Болдуин и Питер Сарсгаард.
Мировая премьера фильма состоялась 26 июля 2013 года (ограниченный прокат в Нью-Йорке и Лос-Анджелесе), в широкий американский прокат он вышел 23 августа. Релиз в России состоялся 26 сентября 2013 года прокатчиком «Централ Партнершип». 
Фильм получил положительные отзывы кинопрессы, которая посчитала ленту Аллена лучшей со времён «Пуль над Бродвеем» (1994). Некоторые обозреватели нашли схожесть «Жасмин» с сюжетом знаковой пьесы Теннесси Уильямса «Трамвай „Желание“» и её классической экранизацией 1951 года. Помимо этого, критики высоко оценили игру Кейт Бланшетт, создавшей у Аллена, по их мнению, один из сильнейших образов в карьере. За актёрскую работу актриса была удостоена многочисленных наград, в том числе премий «Оскар», «Золотой глобус» и BAFTA. Салли Хокинс и Вуди Аллен также номинировались на «Оскар» в категориях «Лучшая женская роль второго плана» и «Лучший оригинальный сценарий».

## Сюжет
Хэл и Жасмин Фрэнсис, супружеская пара мультимиллионеров, живут в порочном мире богатства и вседозволенности, лавируя между особняками, яхтами и состоятельными друзьями. В один день всё рушится — Хэла, финансового менеджера, арестовывают за мошенничество со своими клиентами и отправляют в тюрьму (так, по крайней мере, это представляется в разговорах действующих лиц в первой половине фильма). Для Жасмин ситуация осложняется тем, что незадолго до ареста Хэл признался ей в измене.
Подавленная и разорённая Жасмин переезжает в Сан-Франциско к небогатой Джинджер, вместе с которой она выросла у приёмных родителей, и начинает ностальгировать по былым безоблачным временам. Джинджер и её теперь бывший муж Оги оказались в числе жертв махинаций Хэла. В тюрьме Хэл совершает самоубийство, повесившись в собственной камере. Его родной сын от предыдущего брака Дэнни обрывает все контакты с и без того настрадавшейся Жасмин, считая её виновной в произошедшем.
Жасмин начинает увлекаться алкоголем и злоупотреблять успокаивающими препаратами. У неё также появляется привычка разговаривать с само́й собой о своём прошлом. Жасмин подумывает о том, чтобы стать дизайнером интерьеров из-за своего «прекрасного вкуса» и опыта в оформлении собственных домов. Она хочет пройти онлайн-курс, так как это дешевле всего, но сначала решает пройти уроки по работе с компьютерам из-за неумения им пользоваться. Не имея дохода, она неохотно устраивается на работу в местную стоматологию секретарём дантиста, доктора Фликера, но вскоре увольняется из-за сексуальных домогательств с его стороны. 
Положение Жасмин улучшается, когда она встречает перспективного дипломата Дуайта Уэстлейка, стремящегося стать конгрессменом. Жасмин ложно рассказывает ему о своей работе дизайнером интерьеров, смерти мужа от сердечного приступа и отсутствии детей. Дуайт впечатляется Жасмин и приглашает её помочь с оформлением его нового дома, после чего у них завязываются отношения. Дуайт, не зная реальных деталей прошлого Жасмин, планирует жениться на ней. Он собирается купить ей обручальное кольцо, пока случайно не сталкивается с Оги у ювелирного магазина. Тот рассказывает Дуайту всё о личной жизни Жасмин. Кроме того, Оги сообщает Жасмин про Дэнни, который живёт в Окленде и работает в магазине музыкальных инструментов. Возмущённый её ложью, Дуайт расторгает помолвку.  
Жасмин приезжает к Дэнни и узнаёт от него, что тот знает правду об отце. После этого во флэшбеках выясняется, что Хэла сдала полиции сама Жасмин, отомстив ему за многочисленные измены. Дэнни окончательно отвергает Жасмин и заявляет, что из-за случившегося с отцом больше не желает её видеть. Вслед за разоблачением Жасмин возвращается в квартиру сестры и лжёт ей, что собирается выйти замуж за Дуайта, после чего съезжает от неё.
В финальной сцене Жасмин сидит на скамейке в парке и говорит сама с собой, не имея понятия, как жить дальше. В её голове звучит песня «Blue Moon», под которую Жасмин познакомилась с Хэлом, но она впервые не может вспомнить слов.

## В ролях
- Кейт Бланшетт — Жанетт «Жасмин» Фрэнсис
- Салли Хокинс — Джинджер
- Алек Болдуин — Гарольд «Хэл» Фрэнсис
- Питер Сарсгаард — Дуайт Уэстлейк
- Бобби Каннавале — Чили
- Луи Си Кей — Эл
- Эндрю Дайс Клэй — Оги
- Майкл Стулбарг — доктор Фликер
- Тэмми Бланчард — Джейн
- Макс Каселла — Эдди
- Олден Эйренрайк — Дэнни Фрэнсис

## Создание
В марте 2012 года было объявлено, что Аллен хочет видеть в главной роли своего следующего проекта обладательницу премии «Оскар» Кейт Бланшетт. В июне того же года, когда участие Бланшетт в картине было официально подтверждено, к актёрскому составу присоединились Алек Болдуин, Луи Си Кей, Бобби Каннавале, Салли Хокинс и Питер Сарсгаард.
Съёмки ленты проходили в конце 2012 года в Нью-Йорке и Сан-Франциско. В январе 2013 года Аллен сообщил, что дал своему фильму название Blue Jasmine, которое в России было локализовано как «Жасмин». «Жасмин» — это имя главной героини, а оригинальное название фильма Blue Jasmine можно перевести на русский как «грустная, печальная Жасмин».
Дизайном части костюмов для кинокартины занимался лично Карл Лагерфельд, поддерживавший тёплые отношения с Бланшетт. Дизайнер Сьюзи Бензингер вспоминала:
Для Жасмин мы выбрали Chanel и Fendi. Вуди любит, когда костюмы в его фильмах могут рассказать об истории и моде. Как только я произнесла фразу „жакет от Chanel“, его глаза загорелись, и он сказал: „Думаешь, мы правда сможем заполучить жакет от Шанель?“. И я ответила: „Думаю, сможем“.
Для вхождения в сложный образ алкоголички, чья жизнь в один момент перевернулась с ног на голову, Бланшетт «наслаждалась прекрасным вином» и наблюдала за женщинами, попавшими в схожие ситуации, в частности, изучила жизнь Рут Мейдофф, супруги скандально известного афериста Бернарда Мейдоффа.

## Критика
Фильм получил положительные отзывы. Питер Треверс, критик из знаменитого журнала Rolling Stone, поставил фильму 3,5 звезды из 4, похвалив игру Кейт Бланшетт. На сайте Roger Ebert фильм удостоился 3 звезд из 4:
Сьюзан Влощина: «Фильм Вуди Аллена — это вещь радости в наши дни, и, кажется, близок по драматичности к „Матч Пойнт“».
На Rotten Tomatoes из всех рецензий 91 % оказались положительными. Зрители на IMDb оценили фильм на 7,3. Средний балл на Metacritic составляет 78 из 100.

## Награды
| Награды и номинации                    | Награды и номинации                                                     | Награды и номинации | Награды и номинации                     | Награды и номинации |
| Награда                                | Категория                                                               | Номинант            | Результат                               |                     |
| -------------------------------------- | ----------------------------------------------------------------------- | ------------------- | --------------------------------------- | ------------------- |
| «Готэм»                                | «Лучшая женская роль»                                                   | Кейт Бланшетт       | Номинация                               |                     |
| Круг кинокритиков Нью-Йорка            | «Лучшая женская роль»                                                   | Кейт Бланшетт       | Победа                                  |                     |
| Ассоциация кинокритиков Бостона        | «Лучшая актриса»                                                        | Кейт Бланшетт       | Победа                                  |                     |
| Ассоциация онлайн-кинокритиков Бостона | «Лучшая актриса»                                                        | Кейт Бланшетт       | Победа                                  |                     |
| «Независимый дух»                      | «Лучшая женская роль»                                                   | Кейт Бланшетт       | Победа                                  |                     |
| «Независимый дух»                      | «Лучшая женская роль второго плана»                                     | Салли Хокинс        | Номинация                               |                     |
| «Независимый дух»                      | «Лучший сценарий»                                                       | Вуди Аллен          | Номинация                               |                     |
| «Спутник»                              | «Лучший фильм»                                                          |                     | Номинация                               |                     |
| «Спутник»                              | «Лучшая режиссёрская работа»                                            | Вуди Аллен          | Номинация                               |                     |
| «Спутник»                              | «Лучшая женская роль»                                                   | Кейт Бланшетт       | Победа                                  |                     |
| «Спутник»                              | «Лучшая женская роль второго плана»                                     | Салли Хокинс        | Номинация                               |                     |
| «Спутник»                              | «Лучший оригинальный сценарий»                                          | Вуди Аллен          | Номинация                               |                     |
| Круг онлайн-кинокритиков Нью-Йорка     | «Лучшая актриса»                                                        | Кейт Бланшетт       | Победа                                  |                     |
| Ассоциация кинокритиков Вашингтона     | «Лучшая актриса»                                                        | Кейт Бланшетт       | Победа                                  |                     |
| Ассоциация кинокритиков Лос-Анджелеса  | «Лучшая актриса»                                                        | Кейт Бланшетт       | Победа (совместно с Адель Экзаркопулос) |                     |
| Премия Гильдии киноактёров США         | «Лучшая женская роль»                                                   | Кейт Бланшетт       | Победа                                  |                     |
| Ассоциация кинокритиков Сан-Диего      | «Лучшая актриса»                                                        | Кейт Бланшетт       | Победа                                  |                     |
| «Золотой глобус»                       | «Лучшая женская роль — драма»                                           | Кейт Бланшетт       | Победа                                  |                     |
| «Золотой глобус»                       | «Лучшая женская роль второго плана»                                     | Салли Хокинс        | Номинация                               |                     |
| Круг кинокритиков Сан-Франциско        | «Лучшая актриса»                                                        | Кейт Бланшетт       | Победа                                  |                     |
| Общество онлайн-кинокритиков США       | «Лучшая актриса»                                                        | Кейт Бланшетт       | Победа                                  |                     |
| Ассоциация кинокритиков Чикаго         | «Лучшая актриса»                                                        | Кейт Бланшетт       | Победа                                  |                     |
| Ассоциация кинокритиков Торонто        | «Лучшая актриса»                                                        | Кейт Бланшетт       | Победа                                  |                     |
| «Выбор критиков»                       | «Лучшая актриса»                                                        | Кейт Бланшетт       | Победа                                  |                     |
| «Выбор критиков»                       | «Лучший оригинальный сценарий»                                          | Вуди Аллен          | Номинация                               |                     |
| Общество кинокритиков Финикса          | «Лучшая актриса»                                                        | Кейт Бланшетт       | Победа                                  |                     |
| Круг кинокритиков Флориды              | «Лучшая актриса»                                                        | Кейт Бланшетт       | Победа                                  |                     |
| Премия Гильдии продюсеров США          | «Лучший фильм»                                                          |                     | Номинация                               |                     |
| Премия Гильдии сценаристов США         | «Лучший оригинальный сценарий»                                          | Вуди Аллен          | Номинация                               |                     |
| Национальное общество кинокритиков США | «Лучшая актриса»                                                        | Кейт Бланшетт       | Победа                                  |                     |
| BAFTA                                  | «Лучшая женская роль»                                                   | Кейт Бланшетт       | Победа                                  |                     |
| BAFTA                                  | «Лучшая женская роль второго плана»                                     | Салли Хокинс        | Номинация                               |                     |
| BAFTA                                  | «Лучший оригинальный сценарий»                                          | Вуди Аллен          | Номинация                               |                     |
| Премия Гильдии костюмеров США          | «Лучший дизайн костюмов в фильме на современную тематику»               | Сьюзи Бензингер     | Победа                                  |                     |
| Премия Гильдии декораторов США         | «Лучшая работа художника-постановщика в фильме на современную тематику» | Санто Локасто       | Номинация                               |                     |
| Круг кинокритиков Ванкувера            | «Лучшая актриса»                                                        | Кейт Бланшетт       | Победа                                  |                     |
| «Оскар»                                | «Лучшая женская роль»                                                   | Кейт Бланшетт       | Победа                                  |                     |
| «Оскар»                                | «Лучшая женская роль второго плана»                                     | Салли Хокинс        | Номинация                               |                     |
| «Оскар»                                | «Лучший оригинальный сценарий»                                          | Вуди Аллен          | Номинация                               |                     |
| «Сезар»                                | «Лучший фильм на иностранном языке»                                     |                     | Номинация                               |                     |
| «Империя»                              | «Лучшая женская роль»                                                   | Кейт Бланшетт       | Номинация                               |                     |
| «Империя»                              | «Лучшая женская роль второго плана»                                     | Салли Хокинс        | Победа                                  |                     |